# اتفاق وارسو

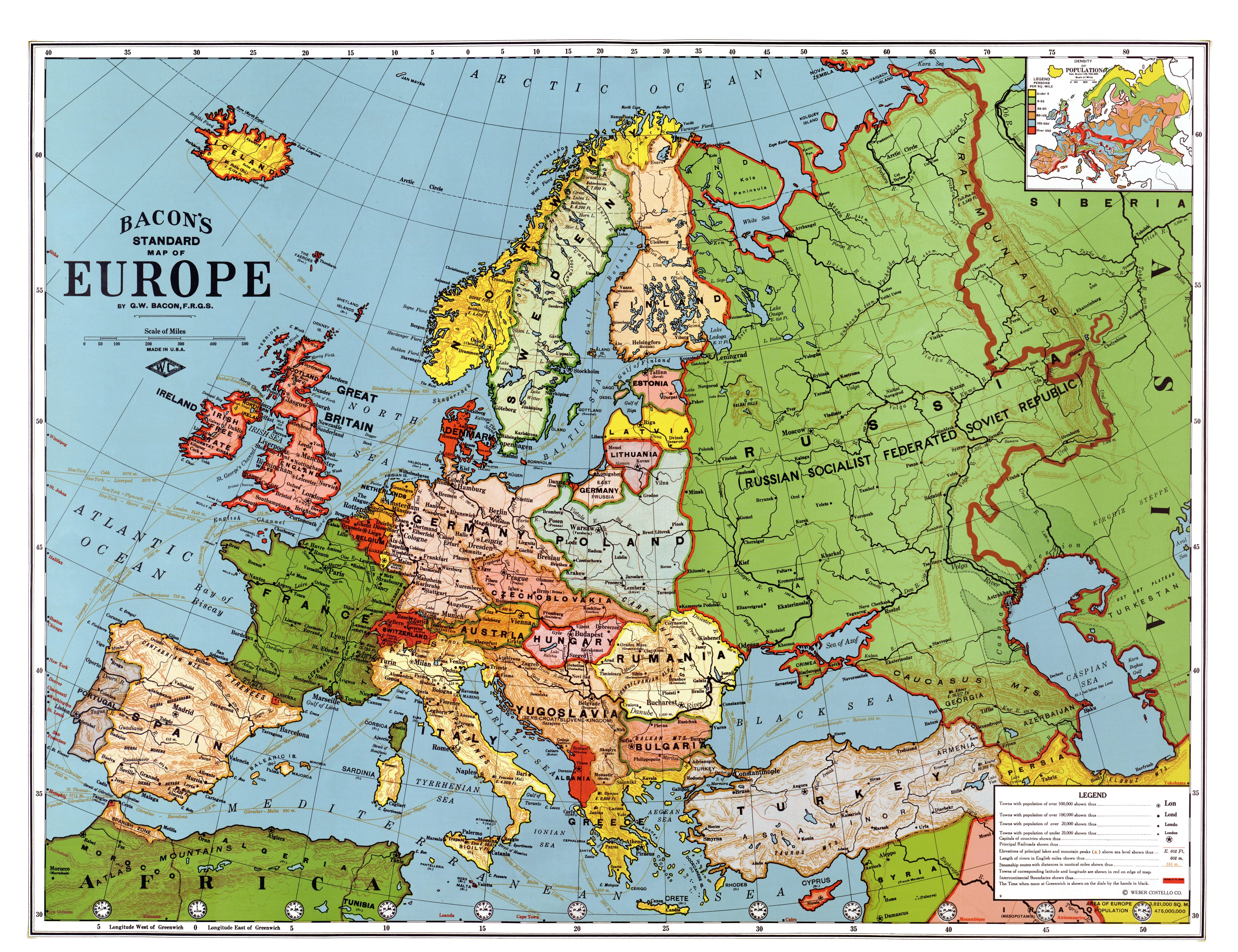
خريطة أوروبا لعام 1923: تحليل حدود الدول والنقل البحري في فترة ما بين الحربين

اتفاق وارسو كان اتفاقية وقعت في 17 مارس 1922 من قبل فنلندا وبولندا وإستونيا ولاتفيا. إن فشل البرلمان الفنلندي في التصديق عليه منع دخولها حيز التنفيذ.

## ملخص الاتفاق
اتفقت الدول على عدم الدخول في أي معاهدات أخرى على حساب الأعضاء الآخرين (المادة 2)، وإبلاغ المعاهدات الأخرى لبعضها البعض (المادة 3)، وحل نزاعاتها سلمياً (المادة 6)، ومراعاة الحياد في حالة وقوع هجوم غير مبرر على أحد الموقعين (المادة 7).
ومن بين القضايا الأخرى، نصت المادة الأولى على الاعتراف المتبادل بالمعاهدات مع روسيا (السوفيتية)، وحثت المادة السادسة على إبرام المعاهدات الإدارية والاقتصادية، حيثما وجدت، ودعت المادة الخامسة إلى ضمانات حقوق الأقليات العرقية. حددت المادة 8 مدة الصلاحية بخمس سنوات، قابلة للتمديد تلقائيًا سنويًا ما لم يتم إلغاءها مسبقًا.

## تاريخ
كانت بولندا في عهد جوزيف بيلسودسكي تطمح إلى إنشاء منطقة نفوذ خاصة بها في دول البلطيق، تاركة إستونيا تحت نفوذ فنلندا، في حين تضع لاتفيا وليتوانيا تحت نفوذ بولندا. علاوة على ذلك، تصور بيلسودسكي إنشاء اتحاد كبير لأوروبا الشرقية (إنترماريوم). ومع ذلك، كان النزاع المرير بين بولندا وليتوانيا حول منطقة فيلنيوس بمثابة حجر عثرة رئيسي. ولذلك، لم تشارك ليتوانيا في الاتفاق بل عارضته بنشاط. وهذا جعل التحالف مع بولندا أقل جاذبية بالنسبة للاتفيا وإستونيا.
فشل وزير الخارجية الفنلندي رودولف هولستي في الحصول على تصديق البرلمان على الاتفاق، وتم تقديم تصويت بحجب الثقة له. وقد عكس ذلك شعورًا متزايدًا بأن فنلندا يجب أن تتحالف إما مع ألمانيا، أو مع بقية دول إسكندنافيا بدلًا من إنشاء تحالفات مع دول البلطيق.
كانت الاتفاقية الناتجة هي مدى نجاح بولندا في إنشاء كتلة البلطيق.

## قراءة إضافية
- ديفيد م. كرو ، دول البلطيق والقوى العظمى: العلاقات الخارجية، 1938-1940 ، 2019،(ردمك 1000314804) ، ص 17-19

## روابط خارجية
- النص الكامل لاتفاقية وارسو باللغة الفرنسية، مع الترجمة الإنجليزية الرسمية، كما سجلت في عصبة الأمم (عصبة الأمم، سلسلة المعاهدات، المجلد الحادي عشر، 1922، ص 111). 168–171)
- النص الكامل لاتفاقية وارسو باللغة الإنجليزية